# Drachentanz

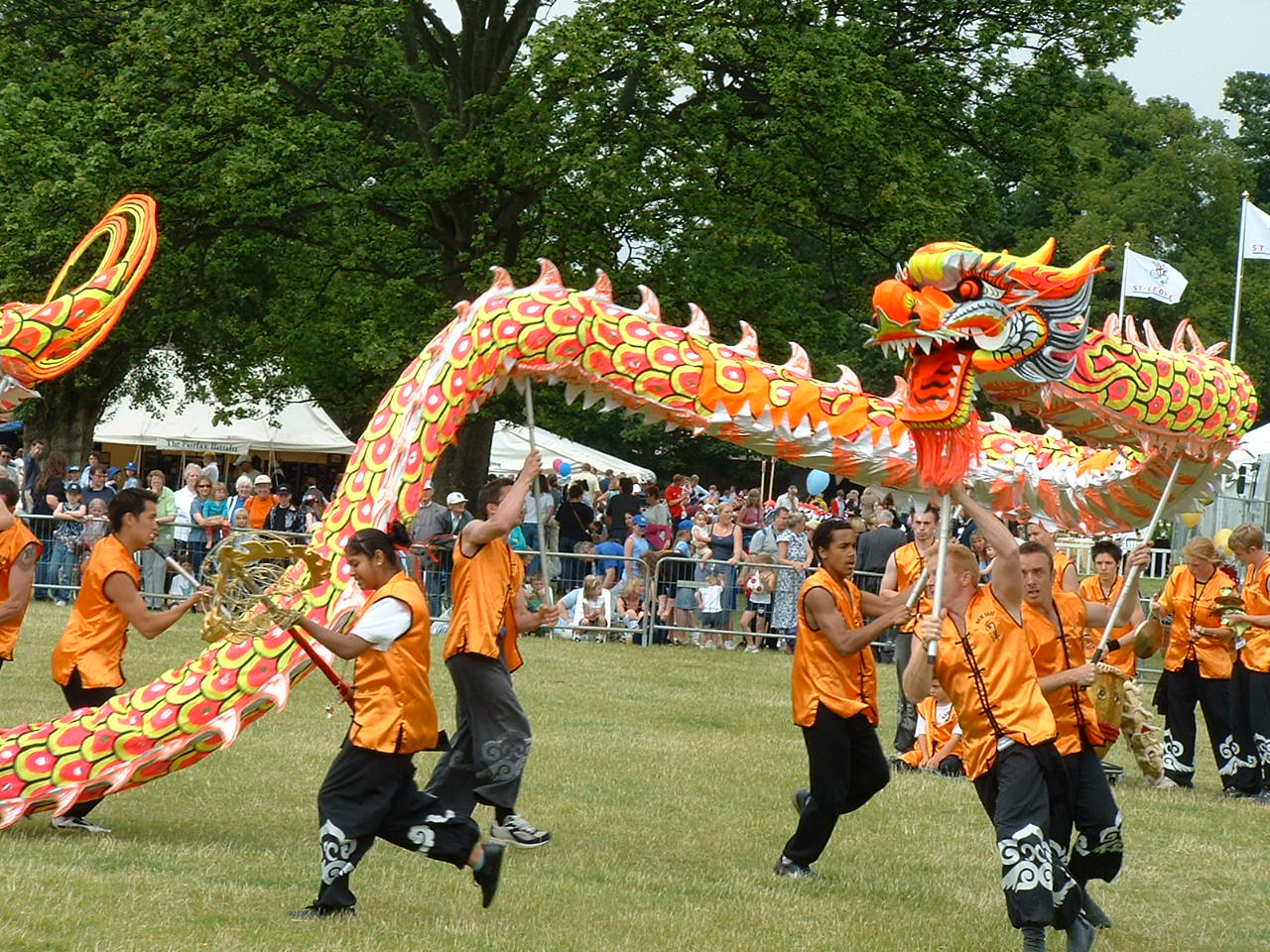
Drachentanz in Hampton London

Drachentanz (chinesisch 龍舞 / 龙舞, Pinyin lóngwǔ, Jyutping lung4mou5) ist eine Form des traditionellen Tanzes und der Performance in der chinesischen Kultur. Wie der Löwentanz findet er am häufigsten bei offiziellen Feiern statt. Der Tanz wird von einem Team erfahrener Tänzerinnen und Tänzer ausgeführt, die die lange, flexible Figur eines Drachen mit Hilfe von Stöcken, die in regelmäßigen Abständen entlang der Länge des Drachens positioniert worden sind, manipulieren. Das Tanzteam simuliert die imaginären Bewegungen dieses Flussgeistes in gewundener, wellenförmiger Weise.
Der Drachentanz wird oft während des chinesischen Neujahrsfestes aufgeführt. Chinesische Drachen sind ein Symbol der chinesischen Kultur, und man glaubt, dass sie den Menschen Glück bringen, deshalb, je länger der Drache im Tanz ist, desto mehr Glück bringt er der Gemeinschaft. Man glaubt auch, dass Drachen Eigenschaften besitzen, die große Macht, Würde, Fruchtbarkeit, Weisheit und Glückseligkeit beinhalten. Die Erscheinung eines Drachen ist furchterregend und mutig, aber er hat eine wohlwollende Gesinnung, und er war ein Emblem, um die kaiserliche Autorität zu repräsentieren. Die Bewegungen in einer Performance symbolisieren traditionell historische Rollen von Drachen, die Macht und Würde demonstrieren.